# Скельний храм (Буша)
Давньослов'янський печерний храм з «Бушинським рельєфом» — древній храм у селі Буша Ямпільського району на Вінниччині. Розташований на правому березі річки Бушанки на відстані 1 км від злиття її з річкою Мурафа. «Будівництво» скельного храму датується I-IV-IX століттям нашої ери.

## Історія
Виникнення храму датується початком першого тисячоліття нашої ери, а авторство приписується черняхівській культурі. Пізніше храм також використовували слов'янськi племена тиверців.
Скельний храм — найвідоміша пам'ятка археології в с. Буша. Створений храм у природній розщелині. В 1824 році під час земляних робіт місцевий поміщик Ромуальд Овсяний випадково виявив наскельні малюнки. Збудував біля рельєфу криту веранду, проводив літературні вечори.
Відкритий рельєф від дощів та вітрів почав руйнуватися, тому археологам складно встановити вік храму.
У 1883 році видовбаний на камені малюнок дослідив український археолог Володимир Антонович. Найбільша цінність храму — унікальність рельєфу. Версії про дату і причини створення малюнка суперечливі.
Вчені не можуть дійти спільної думки з приводу християнського чи язичницького походження рельєфу. Підтвердженням язичницького походження пам'ятки вважають великі ніші у каменях, які могли бути жертовниками. Інша версія, рельєф — це пам'ять про спалення в 1524 році татаро-монголами села Антопіль (стара назва с. Буша) і порятунок однієї його жительки на ім'я Бася. За цією версією, вона зображена на колінах перед деревом. На її честь, згодом названо нове село — Буша. Побутувала приказка: Буша — залишилася одна душа. Ця дата чітко простежується на камені.
Комплекс храму складається із трьох приміщень, схожих на печери. Два з них утворились природним шляхом, а «келія» була вирубана людьми. На вході у святилище розміщений напис «Азм есмъ Миробог жрец Ольгов».
Підготовкою до входу у святиню є парк кам'яних скульптур. Скульптури є сучасними, але серед них є витесані з каменю дохристиянські боги: Велес, Перун, Дажбог, створені скульпторами під час міжнародних пленерів. Сьогодні це найбільший у Європі музей кам'яних скульптур під просто неба.
Наразі храм занесений до Книги скарбів України та до пам'яток національного значення.

## Символи храму
Символи зображені на скелі мають декілька трактувань:
- дерево  — дуб, святе дерево слов'ян, образ дерева життя або, навпаки, дерева смерті, бо воно без листя;
- птах  — півень, символ життя і світанку або ж символ загиблих душ;
- олень  — схід сонця (приносить сонця на свої рогах), зародження нового життя;
- людина на колінах  — жінка в молитовній позі або ж в позі прохання чи смутку. Або це чоловік в рясі, чернець, що молиться (є версія, що це святий Онуфрій, бо схоже зображення є в Софії Київській);

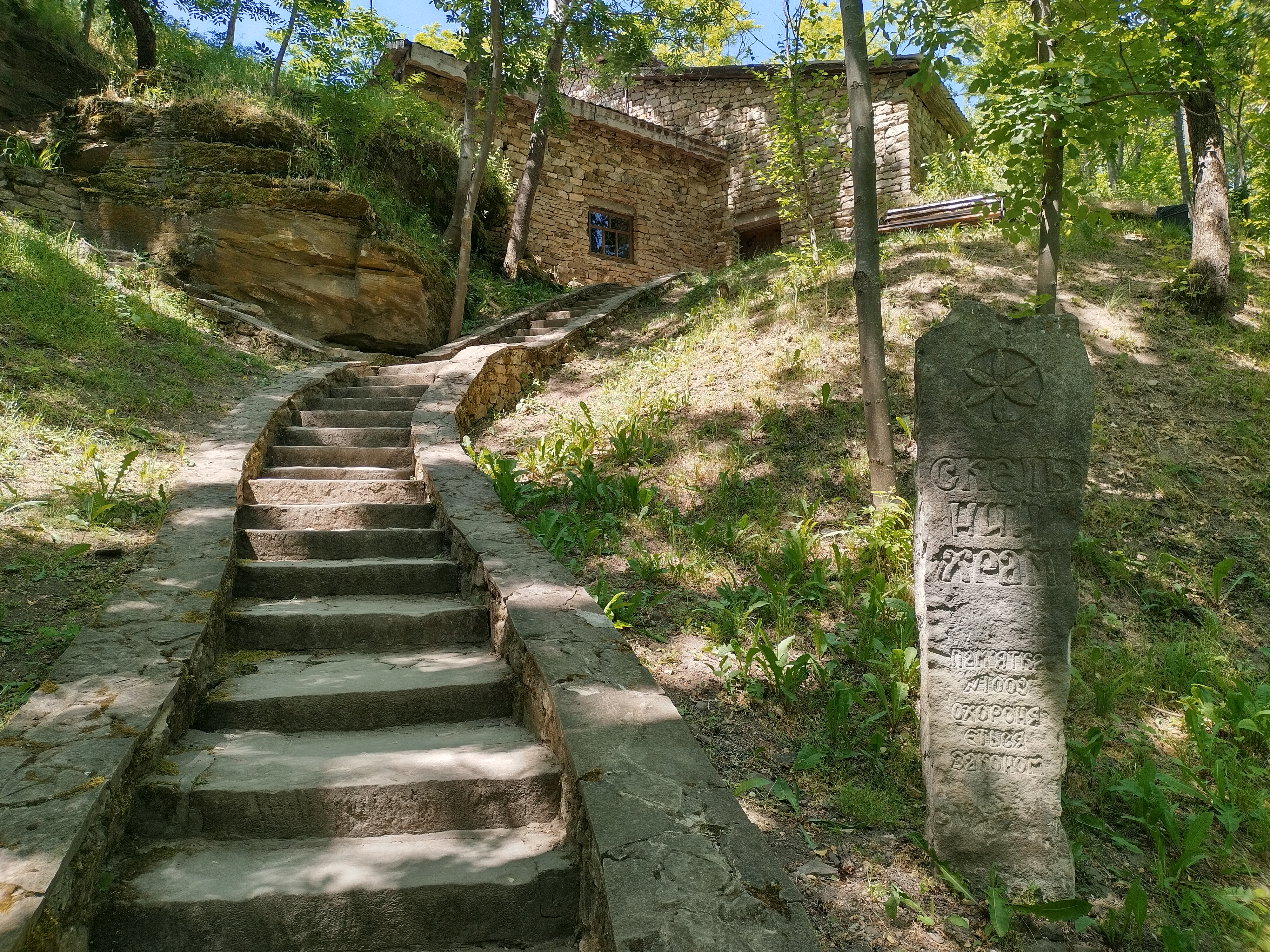
прямокутник — рамка, в якій був напис, який донині не зберігся.   - Сходи до Скельного храму

## Дослідники храму
Велика кількість вчених (істориків, археологів, мистецтвознавців) намагалися розгадати загадку бушанського рельєфу: Антонович, Рибаков, Вагнер, Даниленко, Формозов, Винокур.